# Tristan da Cunha
Tristan da Cunha, pogovorno Tristan, je osamljena skupina vulkanskih otokov v južnem Atlantskem oceanu. Je najbolj odročno naseljeno otočje na svetu, oddaljeno 2400 km od najbližjega naseljenega otoka Sveta Helena, 2400 km od najbližje celine Afrike in 3360 km do Južne Amerike. Otočje sestavljajo glavni otok Tristan da Cunha, dolg 11,27 km v smeri sever-jug in površine 98 km², ter manjši nenaseljeni otoki Nightingale, Inaccessible in Gough. Po podatkih iz januarja 2017 na glavnem otoku živi 262 stalnih prebivalcev, drugi otoki pa so nenaseljeni, z izjemo osebja vremenske postaje na otoku Gough.
Tristan da Cunha je del britanskega čezmorskega ozemlja Sveta Helena, Ascension in Tristan da Cunha. To vključuje še otok Sveta Helena in Ascension 3730 km severno od Tristana da Cunha.

## Zgodovina

### Odkritje
Otoke je leta 1506 prvi opazil portugalski raziskovalec Tristão da Cunha, a mu je razburkano morje preprečilo pristanek. Glavni otok je poimenoval po sebi, Ilha de Tristão da Cunha. Angleži so ime spremenili in ga vrisali na pomorske karte kot Tristan da Cunha Island. Nekateri viri navajajo, da je na otok leta 1520, med iskanjem pitne vode, prva stopila posadka portugalske ladje Lás Rafael pod poveljstvom kapitana Ruya Vaz Pereire. Do prvega nespornega pristanka na otoku je prišlo 7. februarja 1643, ko je nanj stopila posadka ladje Heemstede, ki je bila v lasti Nizozemske vzhodnoindijske družbe in ji je poveljeval kapitan Claes Gerritsz Bierenbroodspot. Nizozemci so se na otoku v naslednjih 25 letih ustavili še večkrat, leta 1656 so izdelali prve grobe karte otočja.
Prvo celotno karto otočja je izdelala posadka francoske korvete Heure du Berger leta 1767. Prve znanstvene raziskave na otoku je opravil francoski naravoslovec Louis-Marie Aubert du Petit-Thouars, ki se je na njem ustavil za tri dni januarja 1793, med francosko trgovsko ekspedicijo iz Bresta na Mavricij. Izdelal je botanično zbirko ter poročal o zapuščenih ognjiščih in zaraščenih vrtovih, verjetno od nizozemskih raziskovalcev iz 17. stoletja.

### Devetnajsto stoletje
Prvi stalni prebivalec otoka je bil Jonathan Lambert iz Salema, Massachusetts, ZDA, ki se je priselil na otok decembra 1810 še z dvema drugima, kasneje se je skupini pridružil še četrti. Lambert je otoke razglasil za svojo last in jih poimenoval Islands of Refreshment (»Otoki osvežitve«). Trije izmed štirih mož so umrli leta 1812; preživel je le Thomas Currie (Tommaso Corri), ki se je na otoku preživljal s kmetijstvom.
Leta 1816 si je Združeno kraljestvo priključilo otok in mu vladalo iz Kapske kolonije v Južni Afriki. S tem so želeli preprečiti Francozom, da bi otok uporabili za svojo bazo pri morebitnem reševanju Napoleona iz zapora na Sveti Heleni. Zasedba otoka je preprečila tudi, da bi ZDA otok uporabljale za svojo pomorsko postojanko med vojno leta 1812.
Na otoku je bila nastanjena garnizija britanskih marincev z družinami, s čimer je prebivalstvo otoka počasi raslo. Na otoku so svojo bazo postavili tudi kitolovci, ki so lovili kite v južnem Atlantiku. Z odprtjem Sueškega prekopa leta 1869 in uvedbo ladij na parni pogon se je osamljenost že tako odročnega otoka samo še povečala, saj je izgubil vlogo vmesne postojanke za jadrnice, ki so potovale med Evropo in Vzhodno Azijo.
Leta 1867 je otok obiskal princ Alfred, Vojvoda Edinburški, drugi sin Kraljice Viktorije. V čast tega obiska je bilo poimenovano glavno naselje otočja, Edinburg sedmih morij (Edinburgh of the Seven Seas). 15. oktobra 1873 je otok obiskala znanstvenoraziskovalna odprava kraljeve mornarice na ladji HMS Challenger ter na otokih Tristan, Inaccessible in Nightingale opravila geološke in zoološke raziskave. V svojem dnevniku je stotnik George Nares zabeležil 15 družin in 86 posameznikov, ki so živeli na otoku.

### Dvajseto stoletje
Po hudi zimi leta 1906 in težkem obdobju, ki je trajalo že od osemdesetih let 19. stoletja, je britanska vlada otočanom ponudila preselitev. Otočani so imeli sestanek, na katerem so ponudbo zavrnili. Njihova odločitev je samo še poglobila osamljenost otoka. Poročali so, da med letoma 1909 in 1919 ni otoka obiskala niti ena ladja, to obdobje je prekinila šele ladja HMS Yarmouth, ki je prebivalce obvestila o razpletu prve svetovne vojne.
Maja 1922 se je na otoku za nekaj dni ustavila ekspedicija Shackleton–Rowett, zbrala nekaj botaničnih in geoloških vzorcev ter se nato odpravila v Cape Town. V naslednjih letih so otok obiskale ladje RMS Asturias leta 1927, RMS Empress of France leta 1928, RMS Duchess of Atholl leta 1929 in RMS Empress of Australia leta 1935. Leta 1936 je The Daily Telegraph iz Londona poročal, da na otoku živi 167 ljudi, 185 glav živine in 42 konj.
Med decembrom 1937 in marcem 1938 je otok obiskala norveška znanstvena odprava. Sociolog Peter A. Munch je med odpravo podrobno dokumentiral otoško kulturo. Otok je ponovno obiskal v letih 1964–1965. Otok je leta 1938 obiskal tudi W. Robert Foran, ki je poročal za National Geographic Society. O otoku je napisal članek »Tristan da Cunha, Isles of Contentment«, objavljen je bil novembra 1938.
Dvanajstega januarja 1938 je Združeno kraljestvo otok priključilo Sveti Heleni in tako ustanovilo britansko čezmorsko ozemlje Sveta Helena, Ascension in Tristan da Cunha.
Med drugo svetovno vojno je Združeno kraljestvo uporabljalo otok kot skrivno pomorsko postojanko Kraljeve vojne mornarice s kodnim imenom HMS Atlantic Isle. Na otoku je delovala vremenska in radijska opazovalnica, preko katere so spremljali premike nemških podmornic ter ladijski promet v južnem Atlantskem oceanu. Opazovalnica je spodbudila tudi gradnjo druge infrastrukture, med drugim šole, bolnišnice in trgovine na drobno, po vojni pa se je razvoj nadaljeval z vzpostavitvijo tovarne za vlaganje in s tem večjo dostopnostjo plačanega dela. Princ Filip, vojvoda Edinburški in kraljica Elizabeta II. sta otok obiskala leta 1957 kot del svetovne turneje, na krovu kraljeve jahte HMY Britannia.
Desetega oktobra 1961 je izbruhnil vulkan Queen Mary's Peak, zaradi katerega so evakuirali 264 prebivalcev otoka. Prebivalci so se pred vulkanom začasno umaknili na sosednji otok Nightingale, kjer jih je pobrala nizozemska potniška ladja ter jih nato pripeljala v Cape Town, od tam pa so jih prepeljali v Združeno kraljestvo. Otočani so ob prihodu doživeli velik novinarski sprejem, namestili so jih v oporišče Kraljevega vojnega letalstva v bližini Calshota, Hampshire. Naslednje leto je Kraljeva družba na otok poslala ekspedicije, da oceni nastalo škodo in opravi geološke raziskave. Glavno naselje, Edinburg sedmih morij, skoraj ni bilo poškodovano, zato se je večina otočanov leta 1963 vrnila na otok.

### Enaindvajseto stoletje
Triindvajsetega maja 2001 je otok zadel ciklon z vetrovi do 190 km/h. Ciklon je poškodoval številna poslopja in pobil večje število govedi, zato je britanska vlada na otok poslala pomoč. Da bi prebivalcem olajšali komunikacijo na daljavo in pri poslovanju preko spleta, je matična država leta 2005 otoku podelila poštno kodo (TDCU 1ZZ).
Trinajstega februarja 2008 je požar uničil tovarno za predelavo rib in štiri generatorje, ki so zagotavljali elektriko na otoku. Štirinajstega marca 2008 so bili dostavljeni novi generatorji, s čimer je otok ponovno dobil elektriko. Požar je imel katastrofalne posledice za gospodarstvo otoka, saj je bila tovarna eden redkih virov dohodka za otočane. Med gradnjo nove tovarne se je pred otokom zasidrala ladja M/V Kelso, ki so jo uporabljali kot začasen obrat za predelavo rib. Nova tovarna je bila postavljena julija 2009.
Šestnajstega marca 2011 je ob otoku Nightingale nasedla tovorna ladja MS Oliva, razlito gorivo pa je ogrozilo tam živeče pingvine. Ker otok Nightingale nima sladke vode, so pingvine na čiščenje pripeljali na glavni otok Tristan da Cunha.
Petega decembra 2048 bo na otoku možno videti popolni Sončev mrk. Po izračunih bo otok v središču mrka, ki naj bi trajal tri minute in pol.

## Geografija
Tristan da Cunha je vulkanskega izvora. Otočje sestavljajo naslednji otoki:
- Tristan da Cunha, glavni in največji otok, površina 98 km²
- Otok Inaccessible, površina 14 km²
- Otočje Nightingale, površina 3,4 km²
  - Otok Nightingale, površina 3,2 km²
  - Srednji otok (Middle Island), površina 0,1 km²
  - Otok Stoltenhoff, površina 0,1 km²
- Otok Gough (Diego Alvarez), površina 91 km²

Otok Inaccessible in otočje Nightingale se nahajajo 35 km severozahodno od glavnega otoka, otok Gough pa se nahaja jugovzhodno od glavnega otoka.
Površina otoka je hribovita. Ravna površina je le ob severozahodni obali, kjer stoji naselje Edinburg sedmih morij. Najvišja točka je 2062 m visok ognjenik Queen Mary's Peak (»Vrh Kraljice Mary«). Njegov vrh je pozimi zasnežen. Drugi otoki otočja so nenaseljeni, razen posadke vremenske postaje na otoku Gough. Od leta 1956 postajo upravlja Južna Afrika. Od leta 1963 postaja stoji v zalivu Transvaal na jugovzhodni obali.

### Podnebje
Otočje ima mokro oceansko podnebje po Köppnovem sistemu z blagimi temperaturami, stalnim zmernim in močnim deževjem ter zelo malo sonca zaradi konstantnih jugozahodnih vetrov. Po Trewarthovem sistemu ima Tristan da Cunha vlažno subtropsko podnebje zaradi pomanjkanja hladnega vremena. Število deževnih dni je primerljivo z Aleutskimi otoki, ki se nahajajo veliko više na zemljepisni širini severne poloble. Število sončnih dni je primerljivo z mestom Juneau na Aljaski. Pod nadmorsko višino 500 m ni zmrzali, poleti pa temperature nikoli ne presežejo 25 °C. Točka Sandy na vzhodni obali je zaradi tamkajšnjih vetrov najbolj topel in suh del otoka.
| Podnebni podatki za Tristan da Cunha               | Podnebni podatki za Tristan da Cunha | Podnebni podatki za Tristan da Cunha | Podnebni podatki za Tristan da Cunha | Podnebni podatki za Tristan da Cunha | Podnebni podatki za Tristan da Cunha | Podnebni podatki za Tristan da Cunha | Podnebni podatki za Tristan da Cunha | Podnebni podatki za Tristan da Cunha | Podnebni podatki za Tristan da Cunha | Podnebni podatki za Tristan da Cunha | Podnebni podatki za Tristan da Cunha | Podnebni podatki za Tristan da Cunha | Podnebni podatki za Tristan da Cunha |
| Mesec                                              | Jan                                  | Feb                                  | Mar                                  | Apr                                  | Maj                                  | Jun                                  | Jul                                  | Avg                                  | Sep                                  | Okt                                  | Nov                                  | Dec                                  | Letno                                |
| -------------------------------------------------- | ------------------------------------ | ------------------------------------ | ------------------------------------ | ------------------------------------ | ------------------------------------ | ------------------------------------ | ------------------------------------ | ------------------------------------ | ------------------------------------ | ------------------------------------ | ------------------------------------ | ------------------------------------ | ------------------------------------ |
| Rekordno visoka temperatura °C                     | 23.7                                 | 24.4                                 | 24.4                                 | 22.4                                 | 20.3                                 | 18.7                                 | 17.8                                 | 17.3                                 | 17.1                                 | 18.4                                 | 22.4                                 | 21.8                                 | 24.4                                 |
| Povprečna visoka temperatura °C                    | 20.4                                 | 21.2                                 | 20.5                                 | 18.9                                 | 16.9                                 | 15.3                                 | 14.4                                 | 14.2                                 | 14.3                                 | 15.4                                 | 17.0                                 | 18.9                                 | 17.3                                 |
| Povprečna dnevna temperatura °C                    | 17.9                                 | 18.8                                 | 17.9                                 | 15.4                                 | 14.6                                 | 13.1                                 | 12.2                                 | 11.9                                 | 12.0                                 | 13.0                                 | 14.6                                 | 16.5                                 | 14.8                                 |
| Povprečna nizka temperatura °C                     | 15.4                                 | 16.2                                 | 15.3                                 | 11.9                                 | 12.3                                 | 10.9                                 | 10.0                                 | 9.6                                  | 9.7                                  | 10.6                                 | 12.2                                 | 14.1                                 | 12.4                                 |
| Rekordno nizka temperatura °C                      | 10.9                                 | 11.8                                 | 10.3                                 | 9.5                                  | 7.4                                  | 6.3                                  | 4.8                                  | 4.6                                  | 5.1                                  | 6.4                                  | 8.3                                  | 9.7                                  | 4.6                                  |
| Povprečna količina dežja mm                        | 93                                   | 113                                  | 121                                  | 129                                  | 155                                  | 160                                  | 160                                  | 175                                  | 169                                  | 151                                  | 128                                  | 127                                  | 1.681                                |
| Povp. št. deževnih dni                             | 18                                   | 17                                   | 17                                   | 20                                   | 23                                   | 23                                   | 25                                   | 26                                   | 24                                   | 22                                   | 18                                   | 19                                   | 252                                  |
| Povprečna relativna vlažnost (%)                   | 79                                   | 77                                   | 75                                   | 78                                   | 78                                   | 79                                   | 79                                   | 79                                   | 78                                   | 79                                   | 79                                   | 80                                   | 78                                   |
| Povp. št. sončnih ur                               | 139.5                                | 144.0                                | 145.7                                | 129.0                                | 108.5                                | 99.0                                 | 105.4                                | 105.4                                | 120.0                                | 133.3                                | 138.0                                | 130.2                                | 1.498                                |
| % možne sončnosti                                  | 31                                   | 35                                   | 38                                   | 38                                   | 35                                   | 34                                   | 34                                   | 32                                   | 33                                   | 33                                   | 32                                   | 29                                   | 34                                   |
| Vir 1: Worldwide Bioclimatic Classification System |                                      |                                      |                                      |                                      |                                      |                                      |                                      |                                      |                                      |                                      |                                      |                                      |                                      |
| Vir 2: Climate and Temperature.                    |                                      |                                      |                                      |                                      |                                      |                                      |                                      |                                      |                                      |                                      |                                      |                                      |                                      |

### Flora in favna
Flora in favna imata široko krožnopolarno porazdelitev v Južnem Atlantiku in južnem Tihem oceanu. Tako se mnoge vrste, ki se pojavljajo na otoku Tristan da Cunha, pojavljajo tudi na Novi Zelandiji. Tak primer je rastlina vrste Nertera depressa, ki je bila prvič najdena na otoku Tristan da Cunha, kasneje pa so jo našli tudi na Novi Zelandiji.
Otok je znan predvsem po neokrnjeni naravi. Organizacija BirdLife International ga je opredelila kot mednarodno pomembno območje za ptice, saj na njem domujeta dve vrsti kopenskih ptic ter 13 vrst morskih. Otoka Tristan in Gough sta edina znana kraja, kjer se razmnožuje atlantski viharnik (Pterodroma incerta, ogrožena vrsta po IUCN). Otok Inaccessible je edino znano gnezdišče naočarskega viharnika (Procellaria conspicillata, ranljiva vrsta po IUCN). Znano je, da se skrajno ogroženi tristanski albatros razmnožuje le na Goughu in na otoku Inaccessible: vsi gnezdijo na otoku Gough, razen enega ali dveh parov, ki gnezdita na otoku Inaccessible.
Endemični tristanski drozg se pojavlja na vseh severnih otokih, vsak otok ima svojo podvrsto, pri čemer so ptice na Tristanu nekoliko manjše in podolgovatejše od tistih na otokih Nightingale in Inaccessible. Endemični žerjav z otoka Inaccessible je najmanjša neleteča ptica na svetu in živi le na otoku Inaccessible. Leta 1956 so na lokaciji Sandy Poin na otoku Tristan izpustili osem Goughovih tukalic, ki so nato kolonizirale otok.
Okoli otočja je mogoče opaziti različne vrste kitov in delfinov, njihovo število se počasi povečuje po končanju nezakonitega lova, ki ga je izvajala Sovjetska zveza. Na otočju Tristan prebiva tudi subantarktični krzneni tjulenj (Arctocephalus tropicalis), večinoma na otoku Gough.

## Gospodarstvo
Skozi leta se je na otoku razvila edinstvena družbena in gospodarska organiziranost, ki temelji na načelih Williama Glassa, ki je na otok prišel leta 1817. Ta temelji na enakosti. Vsi ljudje na otoku so kmetje, ki imajo lastno zemljo ali pa se ukvarjajo z ribolovom. Vsa zemlja je v skupni lasti. Vsa gospodinjstva imajo lastno zaplato zemlje, na kateri gojijo krompir. Število glav živine je strogo nadzorovano, da bi ohranili pašnike ter preprečili kopičenje bogastva. Če skupnost ne glasuje za spremembo svoje zakonodaje, nihče izven otoka ne sme kupovati zemljišč ali se preseliti na otok; teoretično bi moral biti prodan celoten otok.
Vsi ljudje, vključno z otroki in upokojenci, so vključeni v kmetijstvo, nekateri odrasli pa opravljajo še plačana dela v vladnih ustanovah ali gospodarski dejavnosti na otoku. Mnogi moški so zaposleni v ribiški industriji, na morje odhajajo le v lepem vremenu. Nominalna ribolovna sezona traja 90 dni; vendar pa je v ribolovni sezoni 2013 – od 1. julija do 30. septembra – trajala le 10 dni, veliko premalo za komercialni ribolov.
Glavni zaslužek prebivalcev otoka izvira iz lova na rake, zlasti na tristanskega skalnega jastoga (Jasus). Drugi prihodki izhajajo iz prodaje poštnih znamk in kovancev, ki jih zbirajo številni zbiratelji po svetu. Omejeni prihodki iz turizma vključujejo nastanitev, vodnike in prodajo domačih izdelkov, spominkov obiskovalcem in prodajo po pošti. Prihodki iz tujine omogočajo izvajanje vladnih storitev, zlasti zdravstva in izobraževanja.
Vulkanski izbruh leta 1961 je na otoku uničil tovarno za predelavo rib, ki pa je bila v kratkem času obnovljena. Ribiči in predelovalci delajo za južnoafriško podjetje Ovenstone, ki ima ekskluzivno pogodbo za prodajo rakov Združenim državam in Japonski. Čeprav je Tristan da Cunha čezmorsko ozemlje Združenega kraljestva, nima neposrednega dostopa do trgov Evropske unije. Svetovna gospodarska kriza je prizadela tudi otok, tako da je morala uprava poseči po rezervah. Finančne težave bi lahko povzročile težave pri posodabljanju komunikacijske opreme in izboljšanju izobraževanja na otoku. Požar 13. februarja 2008 je začasno povzročil velik gospodarski zastoj na otoku.
Čeprav je Tristan da Cunha del istega čezmorskega ozemlja kot Sveta Helena, ne uporablja lokalnega denarja funta Svete Helene. Namesto tega otok uporablja britanski funt. Banka Svete Helene je bila ustanovljena leta 2004 na otokih Sveta Helena in Ascension. Ta banka ni fizično prisotna na Tristan da Cunha, vendar so prebivalci Tristana upravičeni do njenih storitev. Obstaja spominski kovanec otoka.
Otok se nahaja v južnoatlantski anomaliji, površini Zemlje z neobičajno šibkim magnetnim poljem. Štirinajstega novembra 2008 je bil na otoku odprt geomagnetni observatorij kot del skupnega projekta danskega meteorološkega inštituta in danskega Nacionalnega vesoljskega inštituta.

### Promet
Zaradi odročne lege je transport do otoka otežen. Ker na otoku ni letališča, ga je možno doseči le po morju. Ribiške ladje iz Južne Afrike otok obiščejo osem- ali devetkrat letno. Z otokom Sv. Heleno in Južno Afriko ga je enkrat letno povezovala ladja RMS Saint Helena med svojo januarsko vožnjo, vendar je v zadnjih letih to pot opravila le leta 2006 in 2011 ter nazadnje 2018. Pristanišče v Edinburgu sedmih morij se imenuje Calshot Harbour. Ime je dobilo po kraju iz Hampshira, kjer so začasno bivali prebivalci otoka med izbruhom vulkana leta 1961.

### Telekomunikacije
Čeprav Tristan da Cunha deli klicno kodo +290 s Sv. Heleno, imajo prebivalci dostop do telekomunikacijskega omrežja Urada za zunanje zadeve Commonwealtha, ki ga zagotavlja Global Crossing. To uporablja območje številčenja Londona 020, kar pomeni, da so številke dostopne prek telefonskega imenika Velike Britanije. Otok je imel dostop do interneta od leta 1998, vendar je zaradi visoke cene spočetka bil skoraj nedostopen lokalnemu prebivalstvu, ki ga je v glavnem uporabljalo le za pošiljanje elektronske pošte. Povezava s hitrostjo 64 kbit/s je bila zelo nestabilna, zagotavljal jo je Inmarsat preko satelitskega telefona. Od leta 2006 se na otoku uporablja manjši satelitski terminal s prenosom 3072 kbit/s za potrebe javne uporabe.
Na otoku ni mobilnega telefonskega omrežja.
Občasno otok obiščejo odprave radioamaterjev, imenovane DXpeditions. Ena izmed teh je bila na toku med septembrom in oktobrom 2014 pod oznako ZD9ZS.

## Vlada
Izvršni organ je britanski kralj, ki jo na otoku zastopa guverner Svete Helene. Ker je ta stalno nastanjen na Sv. Heleni, ga na Tristanu zastopa upravitelj otoka. Upravitelj je ponavadi karierni uslužbenec zunanjega ministrstva, ki ga imenuje London. Od leta 1998 se upravitelji menjajo na tri leta. Upravitelj deluje kot predstavnik britanske vlade, svetuje pa mu svet otoka, sestavljen iz osmih izvoljenih in treh imenovanih domačinov. Mandat sveta otoka traja tri leta. Novembra 2016 je Sean Burns začel svoj drugi mandat kot upravitelj otoka.
Eden izmed osmih izvoljenih svetnikov, ki dobi največ glasov, je imenovan za poglavarja otoka. Ta nadomešča upravitelja, ko tega ni na otoku. Marca 2019 je bil za triletni mandat, četrti v karieri in prvi po šestnajstih letih, izvoljen James Glass. Upravitelj in otoški svet svoje delo opravljata v vladnem poslopju, ki je edina dvonadstropna zgradba na otoku. Zgradbo včasih imenujejo »Whitehall« ali »H'admin building«, v njej se nahaja pisarna upravitelja, oddelek za finance, otoška uprava in prostori za otoški svet, ker se izvajajo sestanki.
Na otoku ni nobene politične stranke ali sindikata. Varnostne zadeve ureja policijski inšpektor s tremi pomožnimi policisti. Tristan da Cunha ima svojo lastno zakonodajo, vendar se zakon z otoka Sv. Helene na splošno uporablja v obsegu, ki ni v neskladju z lokalno zakonodajo, je primeren lokalnim okoliščinam in je temu primerno spremenjen, če okoliščine to zahtevajo.

## Demografija
Na otoku je septembra 2018 živelo 251 ljudi. Edino naselje je Edinburg sedmih morij (Edinburgh of the Seven Seas). Edina religija je krščanstvo z anglikanskim in rimokatoliškim gibanjem. Trenutni prebivalci otoka so potomci petnajstih prednikov, osmih moških in sedmih žensk, ki so na otok prišli med letoma 1816 in 1908. Moški so bili Evropejci, ženske pa mešane rase in Afričanke. Zdaj je celotno prebivalstvo mešano in so vsi med seboj v sorodu. V začetku prejšnjega stoletja je na otok prišel moški ruskih korenin. Ko so se družine leta 1963, po izbruhu vulkana leta 1961, vrnile na otok, so štiri otočanke na otok pripeljale može iz Anglije.
Genetske raziskave ženskih potomcev razkrile, da so bile prve ženske na otoku mešane rase (afriške, azijske in evropske) in so prihajale z otoka Sveta Helena. Po zgodovinskih zapisih naj bi bila na otoku dva para sester, vendar je preiskava MtDNK pokazala, da je bil na otoku le en par sester.
Prvi moški so prišli s Škotske, Anglije, Nizozemske, ZDA in Italije ter spadajo v tri Y-haploskupine. Imeli so devet priimkov: Collinos, Glass, Green, Hagan, Lavarello, Repetto, Rogers, Squibb in Swain. Odkrili so tudi novo haploskupino iz vzhodne Evrope in Rusije, ki se je pojavila v populaciji po letu 1900. Takrat so otok obiskale ruske ladje. Obstajajo dokazi o neznanem predniku, ki je na otoku pustil svoje gene, ne pa tudi svojega imena. Med moškimi potomci so našli še štiri primere neujemanja, vendar so raziskovalci mnenja, da so bili njihovi očetje verjetno med otoško populacijo.
Na otoku je 80 družin. Zaradi izoliranosti se je na njem razvilo nenavadno narečje angleščine, ki je, kot ga je opisal pisatelj Simon Winchester, mešanica podeželske angleščine in angleščine iz 19. stoletja, italijanščine ter afrikanarskega slenga.

### Šolanje
Izobraževanje je osnovno. Otroci končajo šolo pri šestnajstih letih in čeprav lahko pri sedemnajstih letih opravljajo maturo, se za to možnost odloči le malokdo. Na otoku je le ena šola, imenovana St. Mary's School, ki izobražuje otroke med osmim in šestnajstim letom. Odprta je bila leta 1975 in ima pet razredov, kuhinjo, oder, računalniško učilnico, šolski laboratorij in delavnico.
Leta 2010 je pod vodstvom učitelja za glasbo Tonya Triggsa zaživel glasbeni projekt med St. Mary's School in amaterskimi glasbeniki v Britaniji. V projektu so učenci pisali pesmi, učitelj Tony Triggs pa je poskrbel za glasbeno spremljavo. Pesmi so bile tistega leta objavljene na spletu pod naslovom Rockhopper Penguins and Other Songs (2010). Februarja 2013 je otoška pošta Tristan Post Office izdala nabor štirih znamk, posvečenih glasbenemu projektu. Na znamkah so bila upodobljena otoška glasbila in pesmi iz projekta. V letu 2014 se je dejavnost razširila in se danes nadaljuje kot mednarodni glasbeni projekt.

### Zdravstvo
Zaradi majhnega števila ljudi in zaradi porok med sorodniki so se med prebivalci pojavile določene zdravstvene težave, med katerimi je tudi glavkom. Poleg tega je med prebivalci v zelo visokem odstotku (42 %) prisotna astma. Raziskovalec Noe Zamel z Univerze v Torontu je prišel do zaključka, da je bolezen genetska. Trije od prvotnih naseljencev so bili astmatiki.
Leta 2012 je bil Gerard Bulger edini zdravnik na otoku in je skrbel za zdravstvene storitve 270 otočanov. Manjša bolnišnica, Camogli Hospital, je opremljena z ultrazvokom, rentgenom in gastroskopom. Na otoku ni nobene medicinske sestre, samo negovalka. Medicinske zaloge prihajajo iz Južne Afrike, zaradi velike oddaljenosti je težko vzdrževati rok uporabe zdravil in sanitetnega materiala. Ena izmed zadolžitev zdravnika je bila tudi preverjanje oskrbe z vodo.
Zdravstveno oskrbo financira vlada, opravlja jo zdravnik iz Južne Afrike in pet medicinskih sester. Zaradi le osnovnih storitev, ki jih nudi bolnica, ni mogoče opravljati zahtevnih operacij in zapletenih porodov. V nujnih primerih so prebivalci primorani poklicati ribiške ladje, ki pogosto ribarijo okoli otoka, da jih odpeljejo na zdravljenje v Cape Town. Leta 2007 so donatorji v sodelovanju z otoško vlado vzpostavili telekomunikacijsko zdravstveno pomoč, ki mogoča pošiljanje elektrokardiogramov in rentgenskih slik za potrebe posvetovanja z zdravniki v drugih državah. Delovanje sistema je omejeno zaradi slabih satelitskih povezav ter žičnih povezav med bolnico in upravno stavbo, kjer se nahaja telekomunikacijski center.

## Kultura

### Mediji
Lokalna televizija je na otoku začela delovati leta 1984, program je bil posnet in se je predvajal ob torkih, četrtkih in sobotah. Televizija z oddajanjem v živo je na otok prišla šele leta 2001, zagotavlja jo BFBS (British Forces Broadcasting Service – radijski in televizijski program britanskih oboroženih sil). Prebivalci otoka vidijo programe BBC1, BBC2, ITV in BFBS Extra preko lokalnega analognega relejnega oddajnika. Na otoku je mogoče poslušati radijski program BFBS Radio 2.
Otoška vlada in združenje Tristan da Cunha vzdržujeta spletno stran www.tristandc.com. Spletna stran gostuje na strežniku v Veliki Britaniji, na njej pa se objavljajo tedenske novice z otoka.

### Počitnice
Poletna sezona se na otoku začne z dnevom striženja ovac, ki se začne v soboto sredi decembra. Skoraj celotno prebivalstvo otoka se zbere na skrajnem koncu otoka Patches Plain, kjer se nahajajo ograde za ovce. Pri striženju ovac uporabljajo ročne škarje. Volno nato ročno predelajo in uporabijo za izdelavo oblačil, ki se prodajajo pod blagovno znamko 37 Degrees South Knitwear Range.
Dela prosti dnevi za vladne uslužbence in tovarno se začnejo pred božičem in trajajo tri tedne. Ostale delovne skupnosti na otoku imajo lastne dela proste dneve. Ob določenih dnevih ostaja zaprta tudi trgovina, zato si morajo otočani pred zaprtjem napraviti zaloge. Tak primer se je zgodil leta 2013, ko je bila trgovina zaprta kar en mesec.
Ker otok ni imel nobenega svojega praznika, se je otoški svet januarja 2014 odločil, da uvede dan čolna (Longboat Day) s tradicionalno dirko čolnov. Otoški svet ni navedel, na kateri dan se bo praznik praznoval.

## Znane osebnosti
- Edwin Heron Dogson (1846–1918), duhovnik Anglikanske cerkve, najmlajši brat Charlesa Dogsona (Lewis Carroll), avtorja knjige Alica v čudežni deželi. Na otoku je deloval kot misijonar med letoma 1880 in 1884.
- Conrad Connie Glass (rojen leta 1961), nosilec reda britanskega imperija, otoški policist in nekdanji otoški vodja.[53] Živi na otoku in je prvi otočan, ki je napisal knjigo o otoku, Rockhopper Copper (2005).

## V kulturi
- Otok je omenjen v romanu Edgarja Allana Poeja Pripoved Arthurja Gordona Pyma.
- Je tudi osrednje prizorišče drame Dlje od najdlje (Further than the Furthest Thing) avtorice Zinnie Harris.[54]
- Jules Verne je otok uporabil v romanih Iskanje brodolomcev (In Search of the Castaways), Sfinga ledenih polj (The Sphinx of the Ice Fields (1897)) in Antarktična skrivnost (An Antarctic Mystery)

### Videoposnetki otoka
- Return to Trista da Cunha, Global Nomad, National Geographic (2012).
- A Day on Tristan da Cunha, Global Nomad, National Geographic (2011).
- Tristan da Cunha: The story of Asthma Island BBC Four (2008).
- Tristan da Cunha: Life on the island in 1963 (1963).
- Tristan da Cunha: Life of an islander in 1963 (1963).